# 니클라스 벡스트룀 (1987년)
라르스 니클라스 벡스트룀(스웨덴어: Lars Nicklas Bäckström, 스웨덴어 발음: [ˈnɪ̌kːlas ˈbɛ̂kːstrœm], 1987년 11월 23일~)은 스웨덴의 아이스하키 선수로 포지션은 센터이다. 현재 내셔널 하키 리그(NHL)의 워싱턴 캐피털스 소속으로 뛰고 있으며 팀의 부주장을 맡고 있다. 2018년에 워싱턴 캐피털스 선수로서 스탠리 컵 우승을 차지했다. 그는 2013-14년 시즌부터 6시즌 연속으로 50어시스트 기록을 세웠으며, 알렉산드르 오베치킨의 뒤를 이어 워싱턴 캐피털스 역대 득점 순위 2위에 올랐다. 2022년 3월 9일에는 1000번째 득점을 달성했다.
스웨덴 아이스하키 대표팀 소속으로도 활동했으며 2014년 동계 올림픽에서 은메달을 획득했다. 또한 세계 선수권 대회에서 2회 우승을 차지했다.

## 개인사
아버지인 안데르스 벡스트룀과 형인 크리스토페르 벡스트룀 또한 아이스하키 선수로 활동했다.